# Swing the Mood
Swing the Mood est le premier single de Jive Bunny and the Mastermixers, sorti en 1989.
Issu de leur premier album Jive Bunny: The Album (en), il se classera numéro 1 dans plus de 10 pays et obtiendra plusieurs disques d'or et de platine.

## Construction du morceau
Construit sous la forme d'un megamix, il contient des extraits de hits du rock 'n roll des années 1950 et 1960 rassemblés sur la trame musicale de In the Mood de Glenn Miller.
Pour des problèmes de droits d'auteurs, certains extraits ont dû être réinterprétés.
- 0:00 - 0:05 Let's Twist Again (Chubby Checker - 1961)
- 0:06 - 0:55 In the Mood (Glenn Miller - 1939)
- 0:55 - 1:24 Rock Around the Clock (Bill Haley & His Comets - 1954)
- 1:24 - 1:39 Rock-A-Beatin' Boogie (en) (Bill Haley & His Comets - 1952)
- 1:39 - 1:50 Tutti Frutti (Little Richard - 1955)
- 1:50 - 2:18 Wake Up Little Susie (The Everly Brothers - 1957)
- 2:18 - 2:27 C'mon Everybody (Eddie Cochran - 1958)
- 2:27 - 2:43 Hound Dog (Elvis Presley - 1956)
- 2:43 - 2:54 Shake, Rattle and Roll (Bill Haley & His Comets - 1957)
- 2:54 - 3:04 All Shook Up (Elvis Presley - 1957)
- 3:04 - 3:24 Jailhouse Rock (Elvis Presley - 1957)
- 3:24 - 3:42 At the Hop (Danny and the Juniors - 1957)
- 3:42 - 3:47 Tutti Frutti
- 3:47 - 4:05 In the Mood

La version maxi dure 6 minutes. Elle comporte des extraits supplémentaires issus de la discographie de Glenn Miller :
- 3:47 - 4:32 Glenn Miller - In the Mood
- 4:32 - 4:53 Glenn Miller - Pennsylvania 6-5000 (en) (1940)
- 4:53 - 5:02 Glenn Miller - Little Brown Jug (1939)
- 5:02 - 5:13 Glenn Miller - American Patrol (1942)
- 5:13 - 6:00 Glenn Miller - In the Mood

## Formats
| 45T/CD Single 1. Swing the Mood (radio mix) — 4:05 2. Glen Miller Medley (the J.B. edit) — 3:55 | CD maxi 1. Swing the Mood (version maxi) - 6:00 2. Swing the Mood - 4:05 3. Glen Miller Medley (the J.B. edit) — 3:55 |

## Personnel
- Pré-production : Les Hemstock[2]
- Production et édition : Andy Pickles, Ian Morgan[2]
- Production exécutive : John Pickles[2]
- Illustration de la pochette : Mick Hand[2]

## Classement
| Classement (1989-1990)                                    | Meilleure position |
| --------------------------------------------------------- | ------------------ |
| Australie                                                 | 1                  |
| Autriche                                                  | 1                  |
| Pays-Bas                                                  | 1                  |
| Belgique                                                  | 1                  |
| Canada Canada Adult Contemporary                          | 1                  |
| Canada Dance                                              | 3                  |
| Canada Top Singles                                        | 16                 |
| Finlande (Suomen virallinen lista)                        | 1                  |
| France                                                    | 1                  |
| Allemagne                                                 | 1                  |
| Irlande (IRMA)                                            | 1                  |
| Italie (FIMI)                                             | 19                 |
| Nouvelle-Zélande                                          | 1                  |
| Norvège                                                   | 1                  |
| Espagne (AFYVE)                                           | 1                  |
| Suède                                                     | 2                  |
| Suisse                                                    | 2                  |
| Royaume-Uni (The Official Charts Company)                 | 1                  |
| États-Unis (Billboard Hot 100)                            | 11                 |
| États-Unis (Billboard Hot Dance Music/Maxi-Singles Sales) | 7                  |
| États-Unis (Billboard Adult Contemporary)                 | 38                 |

| Classement annuel (1989)       | Position |
| ------------------------------ | -------- |
| Australie                      | 16       |
| Autriche                       | 8        |
| Suisse                         | 13       |
| Classement annuel (1990)       | Position |
| États-Unis (Billboard Hot 100) | 97       |
| Italie                         | 82       |

### Récompenses
| Pays        | Certification | Date             | Ventes  |
| ----------- | ------------- | ---------------- | ------- |
| Canada      | Or            | 22 janvier 1990  | 100,000 |
| France      | Or            | 1989             | 500,000 |
| Royaume-Uni | Platine       | 1er août 1989    | 600,000 |
| États-Unis  | Or            | 12 décembre 1989 | 500,000 |